# Nevadadromeus
Nevadadromeus („běžec z Nevady“) byl rod malého ornitopodního dinosaura, žijícího na území dnešního amerického státu Nevada v období začínající pozdní křídy (geologický věk cenoman (asi před 100 až 94 miliony let).

## Historie
Fosilie tohoto dinosaura byly objeveny roku 2008 v sedimentech geologického souvrství Willow Tank nedaleko státního parku Valley of Fire (typový exemplář nese označení NSC 2008-002). Preparace probíhala v roce 2021 ve městě Henderson. Formálně byl typový druh Nevadadromeus schmitti popsán v roce 2022. Jedná se o prvního neptačího dinosaura, historicky popsaného z území Nevady.

## Zařazení
Mezi blízké vývojové příbuzné tohoto rodu patřili zřejmě dinosauři rodů Haya a Jeholosaurus. Jednalo se patrně o zástupce podčeledi Thescelosaurinae, ačkoliv sdílel anatomické podobnosti i se zástupci podčeledi Orodrominae. Nevadadromeus tak představuje nejstaršího známého zástupce své podčeledi.